# Opel Corsa C
Opel Corsa C (type X) var en mellem efteråret 2000 og sommeren 2006 bygget minibil fra Opel, som afløste forgængeren Corsa B.

## Modelhistorie
Ved introduktionen i oktober 2000 (i Danmark i weekenden 4.-5. november 2000) fandtes Corsa C med motorer på 1,0 (58 hk), 1,2 (75 hk) og 1,4 (90 hk) liter. Den nye Easytronic-gearkasse kunne i starten kun leveres i kombination med 1,2-litersmotoren, men senere også 1,0- og 1,4-benzinmotorerne og den i forbindelse med faceliftet i 2003 introducerede 1,3-liters dieselmotor. I februar 2001 fulgte 1,8 GSi-modellen med 125 hk.
Fra starten af 2001 kunne Corsa ligeledes leveres med en dieselmotor på 1,7 liter med 65 hk, samt (uden for Danmark) en version med 75 hk. Begge havde elektronisk styret, direkte dieselindspøjtning, turbolader og dieselkatalysator, desuden var versionen med 75 hk udstyret med ladeluftkøler. Også Corsa C fandtes i en ECO-udgave med den samme trecylindrede motor som forgængeren.
- Bagfra
- Opel Corsa tredørs (2000–2003)
- Corsa C som politibil i Berlin

### Facelift
I sommeren 2002 fik Corsa C til modelåret 2003 et mindre facelift, hvor modellen fik et kromstribe i kølergrillen samt andre mindre modifikationer.
I august 2003 gennemgik Corsa C til modelåret 2004 et større facelift, hvor primært optikken på kofangerne blev ændret og f.eks. tågeforlygterne blev flyttet længere ned. Ligeledes blev forlygterne og kromstriben i kølergrillen modificeret.
- Opel Corsa tredørs (2003–2006)
- Opel Corsa femdørs (2003–2006)
- Kabine

Cortsa C blev i oktober 2006 afløst af Corsa D; kun i nogle lande er Corsa C fortsat den aktuelle model af Corsa. I Sydamerika findes der med Chevrolet Montana en pickup-udgave af Corsa C.
Opel Corsa Sedan, som blev bygget af General Motors Egypt, forblev i produktion frem til 2009. Også i Sydamerika blev Corsa B med tilnavnet Classic bygget sideløbende med Corsa C. I Japan og Østafrika sælges Corsa C under navnet Opel Vita.
Opel Corsa C, Tigra TwinTop, Meriva A og Combo var bygget på samme platform.

## Udstyrsvarianter
Udstyrsvarianterne over den navnløse basismodel hed: Cosmo, Comfort, Cool, Eco, Edition, Elegance, Enjoy, Fresh, GSi, Njoy, Selection, Sport, Sportsline samt Black & Silver (bygget til Corsas 20 års-fødselsdag i 2002 og kun i 2.002 eksemplarer).

### Logoer for specialmodeller
- Opel Corsa C Comfort
- Opel Corsa C Elegance
- Opel Corsa C NJOY
- Opel Corsa C Sport
- Opel Corsa C Black

## Motorer
Efter faceliftet i sommeren 2003 blev 1,0- og 1,4-liters benzinmotorerne afløst af nye motorer med "Twinport"-teknologi − Opels teknologi til brændstofbesparelse i dellastdrift ved hjælp af to adskilte indsugningskanaler pr. cylinder, hvoraf den ene kan lukkes med en klap. Gennem monteringen af "Twinport"-systemet fik 1,0-litersmotoren sin effekt øget med to hk til 60 hk (Z10XE havde 58 hk). På trods af dette faldt brændstofforbruget og kunne ved sparsom kørsel holdes på under 4,5 l/100 km. 1,2-litersmotoren havde fire cylindre og 75 hk (Z12XE). Først fra modelår 2005 blev denne motor afløst af en tilsvarende Twinport-motor (Z12XEP med 80 hk). Den gamle 1,4 16V fortsatte dog i kombination med automatgear. 1,8-litersmotoren forblev uforandret og kunne nu også fås i f.eks. Sport-modellen. GSi blev derimod til en udstyrsvariant, som fandtes med motorerne 1,4, 1,8 og 1,7 CDTI.
Siden modelår 2004 kunne 1,7-liters Isuzu-motoren 1,7 DTI (type Y17DT, 55 kW (75 hk), 165 Nm) også fås med commonrail-indsprøjtning under betegnelsen 1,7 CDTI (type Z17DTH, 74 kW (100 hk), 240 Nm). Denne motor blev også benyttet i Astra samt i nogle Honda-biler.
Derudover kom der samtidig en mindre dieselmotor, 1,3 CDTI med 51 kW (70 hk), som var udviklet i joint venture med Fiat. 1,3 CDTI var på introduktionstidspunktet verdens mindste firecylindrede commonrail-dieselmotor og kunne i Opel Astra også fås med 66 kW (90 hk). Denne motor, som var udviklet af Fiat og blandt andet blev benyttet i Fiat-modellerne Panda, Punto og Doblò, indbragte italienerne titlen Engine of the year 2005.
Alle motorer, med undtagelse af 1,7 D(T)I, opfyldt Euro4-normen.

### Tekniske data

#### Benzinmotorer
|                                                | 1.0                 | 1.0 Twinport                    | 1.0 Twinport ECO      | 1.2                             | 1.2 Twinport                    | 1.4                             | 1.4 Twinport                    | 1.8                 |                |
| Byggeperiode                                   | 2000−2003           | 2003−2006                       | 2003−2006             | 2000−2004                       | 2004−2006                       | 2000−20061                      | 2003−2006                       | 2001−2006           |                |
| Motordata                                      |                     |                                 |                       |                                 |                                 |                                 |                                 |                     |                |
| Motorkode                                      | Z10XE               | Z10XEP                          | Z10XEP                | Z12XE                           | Z12XEP                          | Z14XE                           | Z14XEP                          | Z18XE               |                |
| Motortype                                      | R3-benzinmotor      | R3-benzinmotor                  | R3-benzinmotor        | R4-benzinmotor                  | R4-benzinmotor                  | R4-benzinmotor                  | R4-benzinmotor                  | R4-benzinmotor      |                |
| Antal ventiler pr. cylinder                    | 4                   | 4                               | 4                     | 4                               | 4                               | 4                               | 4                               | 4                   |                |
| Ventilstyring                                  | DOHC, kæde          | DOHC, kæde                      | DOHC, kæde            | DOHC, kæde                      | DOHC, kæde                      | DOHC, kæde                      | DOHC, kæde                      | DOHC, tandrem       |                |
| Fødesystem                                     | Multipoint          | Multipoint                      | Multipoint            | Multipoint                      | Multipoint                      | Multipoint                      | Multipoint                      | Multipoint          |                |
| Trykladning                                    | –                   | –                               | –                     | –                               | –                               | –                               | –                               | –                   |                |
| Køling                                         | Vandkøling          | Vandkøling                      | Vandkøling            | Vandkøling                      | Vandkøling                      | Vandkøling                      | Vandkøling                      | Vandkøling          |                |
| Boring × slaglængde                            | 72,5 × 78,6 mm      | 73,4 × 78,6 mm                  | 73,4 × 78,6 mm        | 72,5 × 72,6 mm                  | 73,4 × 72,6 mm                  | 77,6 × 73,4 mm                  | 73,4 × 80,6 mm                  | 80,5 × 88,2 mm      |                |
| Slagvolume                                     | 973 cm³             | 998 cm³                         | 998 cm³               | 1199 cm³                        | 1229 cm³                        | 1389 cm³                        | 1364 cm³                        | 1796 cm³            |                |
| Kompressionsforhold                            | 10,1:1              | 10,5:1                          | 10,5:1                | 10,1:1                          | 10,5:1                          | 10,5:1                          | 10,5:1                          | 10,5:1              |                |
| Maks. effekt ved omdr./min.                    | 43 kW (58 hk) 5600  | 44 kW (60 hk) 5600              | 44 kW (60 hk) 5600    | 55 kW (75 hk) 5600              | 59 kW (80 hk) 5600              | 66 kW (90 hk) 6000              | 66 kW (90 hk) 5600              | 92 kW (125 hk) 6000 |                |
| Maks. drejningsmoment ved omdr./min.           | 85 Nm 3800          | 88 Nm 3800                      | 88 Nm 3800            | 110 Nm 4000                     | 110 Nm 4000                     | 125 Nm 4000                     | 125 Nm 4000                     | 165 Nm 4600         |                |
| Udstødningsnorm                                | Euro4               | Euro4                           | Euro4                 | Euro4                           | Euro4                           | Euro4                           | Euro4                           | Euro4               |                |
| Kraftoverførsel                                |                     |                                 |                       |                                 |                                 |                                 |                                 |                     |                |
| Drivende hjul                                  | Forhjul             | Forhjul                         | Forhjul               | Forhjul                         | Forhjul                         | Forhjul                         | Forhjul                         | Forhjul             |                |
| Gearkasse (standardudstyr)                     | 5-trins manuel      | 5-trins manuel                  | 5-trins Easytronic    | 5-trins manuel                  | 5-trins manuel                  | 5-trins manuel                  | 5-trins manuel                  | 5-trins manuel      | 5-trins manuel |
| Gearkasse (ekstraudstyr)                       | –                   | 5-trins Easytronic              | –                     | 5-trins Easytronic              | 5-trins Easytronic              | 4-trins automatisk              | 5-trins Easytronic              | –                   |                |
| Præstationer2                                  |                     |                                 |                       |                                 |                                 |                                 |                                 |                     |                |
| Topfart                                        | 155 km/t            | 156 km/t (155 km/t)             | (159 km/t)            | 170 km/t                        | 175 km/t                        | 180 km/t (170 km/t)             | 179 km/t (177 km/t)             | 202 km/t            |                |
| Acceleration 0-100 km/t                        | 17,0 sek.           | 16,0 sek. (17,5 sek.)           | (18,3 sek.)           | 13,0 sek. (14,0 sek.)           | 12,5 sek. (13,6 sek.)           | 11,5 sek. (13,0 sek.)           | 11,5 sek. (12,5 sek.)           | 9,0 sek.            |                |
| Brændstofforbrug pr. 100 km ved blandet kørsel | 5,6 liter Blyfri 95 | 5,3 liter (5,2 liter) Blyfri 95 | (4,8 liter) Blyfri 95 | 6,3 liter (6,2 liter) Blyfri 95 | 5,8 liter (5,3 liter) Blyfri 95 | 7,2 liter (7,9 liter) Blyfri 95 | 5,9 liter (5,7 liter) Blyfri 95 | 7,5 liter Blyfri 95 |                |
| CO2-udslip ved blandet kørsel                  | 135 g/km            | 127 g/km (125 g/km)             | (115 g/km)            | 151 g/km (149 g/km)             | 139 g/km (127 g/km)             | 173 g/km (190 g/km)             | 142 g/km (137 g/km)             | 179 g/km            |                |

Samtlige benzinmotorer er E10-kompatible.

#### Dieselmotorer
|                                                | 1.3 CDTI                     | 1.7 DI             | 1.7 DTI                   | 1.7 CDTI                  |
| Byggeperiode                                   | 2003−2006                    | 2001−2003          | 2001−2003                 | 2003−2006                 |
| Motordata                                      |                              |                    |                           |                           |
| Motorkode                                      | Z13DT                        | Y17DTL             | Y17DT                     | Z17DTH                    |
| Motortype                                      | R4-dieselmotor               | R4-dieselmotor     | R4-dieselmotor            | R4-dieselmotor            |
| Antal ventiler pr. cylinder                    | 4                            | 4                  | 4                         | 4                         |
| Ventilstyring                                  | DOHC, kæde                   | DOHC, tandrem      | DOHC, tandrem             | DOHC, tandrem             |
| Fødesystem                                     | Commonrail                   | Direkte            | Direkte                   | Commonrail                |
| Trykladning                                    | Turbolader, ladeluftkøler    | Turbolader         | Turbolader, ladeluftkøler | Turbolader, ladeluftkøler |
| Køling                                         | Vandkøling                   | Vandkøling         | Vandkøling                | Vandkøling                |
| Boring × slaglængde                            | 69,6 × 82,0 mm               | 79,0 × 86,0 mm     | 79,0 × 86,0 mm            | 79,0 × 86,0 mm            |
| Slagvolume                                     | 1248 cm³                     | 1686 cm³           | 1686 cm³                  | 1686 cm³                  |
| Kompressionsforhold                            | 18,0:1                       | 18,4:1             | 18,4:1                    | 18,4:1                    |
| Maks. effekt ved omdr./min.                    | 51 kW (70 hk) 4000           | 48 kW (65 hk) 4400 | 55 kW (75 hk) 4400        | 74 kW (100 hk) 4400       |
| Maks. drejningsmoment ved omdr./min.           | 170 Nm 1750−2500             | 130 Nm 2000−3000   | 165 Nm 1800−3000          | 240 Nm 2300               |
| Udstødningsnorm                                | Euro4                        | Euro3              | Euro3                     | Euro4                     |
| Kraftoverførsel                                |                              |                    |                           |                           |
| Drivende hjul                                  | Forhjul                      | Forhjul            | Forhjul                   | Forhjul                   |
| Gearkasse (standardudstyr)                     | 5-trins manuel               | 5-trins manuel     | 5-trins manuel            | 5-trins manuel            |
| Gearkasse (ekstraudstyr)                       | 5-trins Easytronic           | –                  | –                         | –                         |
| Præstationer1                                  |                              |                    |                           |                           |
| Topfart                                        | 165 km/t                     | 162 km/t           | 170 km/t                  | 188 km/t                  |
| Acceleration 0-100 km/t                        | 14,5 sek. (16,0 sek.)        | 14,5 sek.          | 13,5 sek.                 | 11,5 sek.                 |
| Brændstofforbrug pr. 100 km ved blandet kørsel | 4,5 liter (4,4 liter) Diesel | 4,7 liter Diesel   | 4,7 liter Diesel          | 4,7 liter Diesel          |
| CO2-udslip ved blandet kørsel                  | 122 g/km (119 g/km)          |                    | 126 g/km                  | 127 g/km                  |

## Combo
I oktober 2001 kom den på Corsa C baserede Combo C på markedet. I versionen med ruder hele vejen rundt til privat brug, som kunne kendes på kromstriben i kølergrillen, bar modellen betegnelsen Combo Tour.
Det til erhvervsmæssig brug beregnede leisure activity vehicle med ruder i noget af bilen hed blot Combo, mens kassevognen hed Combo Kassevogn. Combo C var 1684 mm bred. På grund af lastfladens bredde mellem hjulkasserne på 1107 mm kunne Combo C kun transportere én europalle.
Samtidig med Corsa C gennemgik versionen til privat brug et let facelift i sommeren 2003, hvor bl.a. den for Opel typiske kromstribe i kølergrillen blev bredere og den forreste kofanger modificeret.
Siden starten af 2007 blev Combo bygget i Zaragoza i Spanien, hvor produktionen blev flyttet til efter lukningen af den hidtidige fabrik i Azambuja, Portugal.
I oktober 2010 blev Combo Tour taget af programmet, da modellen ikke kunne opfylde den fra år 2011 for nye personbiler krævede Euro5-norm. Modellen fortsatte dog som varevogn frem til januar 2011. Modellen blev herved produceret fire år længere end forbilledet, Corsa C.
- Opel Combo Tour (2003–2010)
- Bagfra (med fløjdøre)
- Combo Tour med stor bagklap

## Sikkerhed
Modellen blev i 2002 kollisionstestet af Euro NCAP med et resultat på fire stjerner ud af fem mulige.
Det svenske forsikringsselskab Folksam vurderer flere forskellige bilmodeller ud fra oplysninger fra virkelige ulykker, hvorved risikoen for død eller invaliditet i tilfælde af en ulykke måles. I rapporterne er/var Corsa C klassificeret som følger:
- 2011: Som middelbilen[8]
- 2013: Mindst 20 % dårligere end middelbilen[9]
- 2015: Mindst 20 % dårligere end middelbilen[10]